# USS Chesapeake (1799)
La USS Chesapeake fu una fregata della marina degli Stati Uniti. La sua impostazione risale al 1798, ed il varo al 1799; è una delle sei fregate originarie autorizzate dal Congresso, insieme alle USS President, USS Congress, USS United States, USS Constellation e USS Constitution.
Il nome è legato alla baia di Chesapeake, al largo della quale si svolse il 5 settembre 1781 una battaglia navale decisiva per la conclusione della guerra d'indipendenza americana.

## La vita operativa
La Chesapeake ebbe varie vicende legate al suo servizio, compiuto tra l'altro nello squadrone del Mediterraneo sulle coste di Barberia (prima guerra barbaresca). Ma il fatto più celebre resta senz'altro il caso Leopard: nel 1807, durante un momento di tensione tra il Regno Unito e gli Stati Uniti, la Chesapeake venne affiancata vicino alla costa statunitense dalla fregata britannica HMS Leopard, da 50 cannoni, alla ricerca di disertori fuggiti dalle navi di Sua Maestà. Secondo le usanze dell'epoca molte marine da guerra, tra cui quella britannica, ricorrevano all'arruolamento forzato anche di cittadini stranieri, per cui non era infrequente che sulle navi inglesi vi fossero anche cittadini statunitensi arruolati contro la loro volontà.
Nello specifico sulla Chesapeake vi erano tre disertori della HMS Melampus. Al rifiuto della nave statunitense, la nave inglese aprì il fuoco, uccidendo tre persone e ferendone 18, abbordando poi la nave e prelevando i disertori dopo che la Chesapeake ebbe ammainato la bandiera in segno di resa; il comandante James Barron della Chesapeake, tra i feriti, fu poi sottoposto ad una commissione di inchiesta che lo ritenne colpevole di non aver preparato la nave per una possibile azione, e lo sospese dal comando per cinque anni.

## La cattura

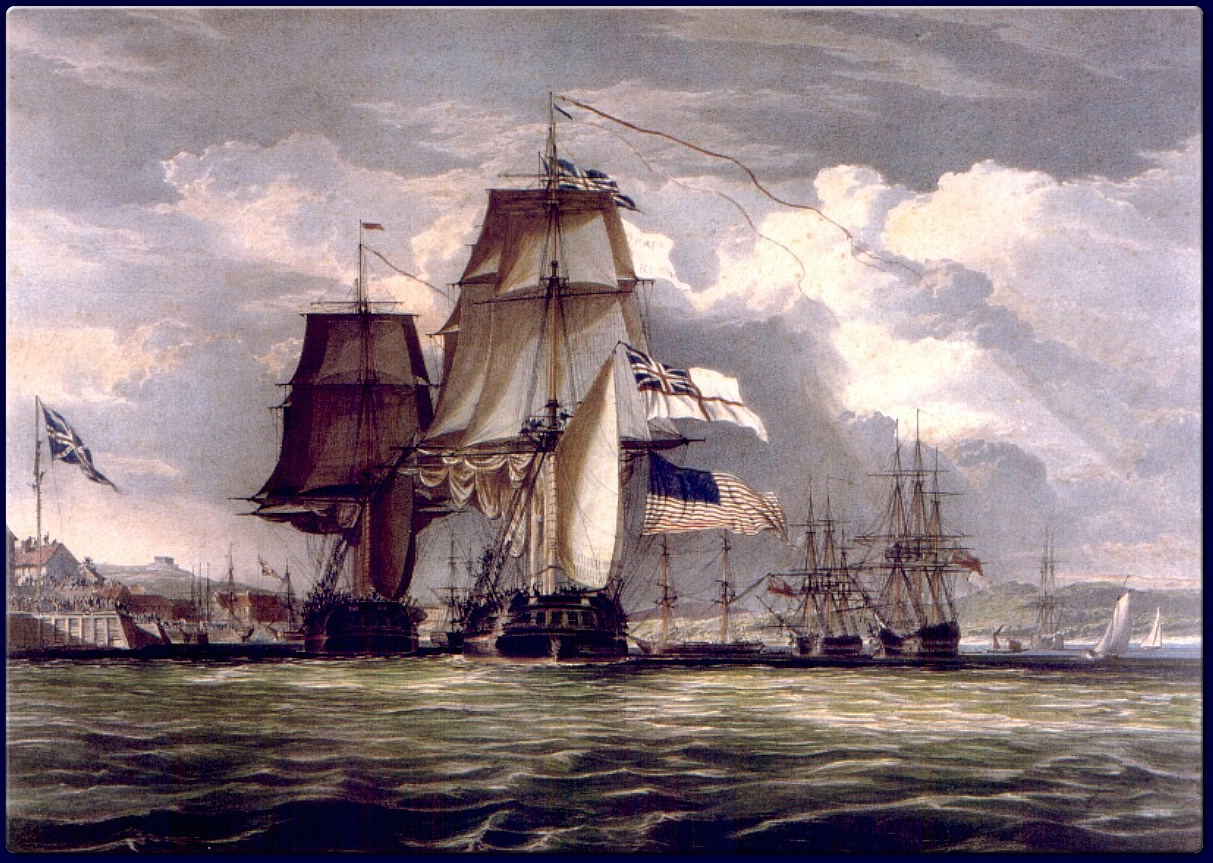
La HMS Shannon guida la USS Chesapeake catturata nel porto di Halifax

Il 30 maggio 1813, durante la guerra anglo-americana del 1812, la fregata britannica HMS Shannon della classe Leda, da 38 cannoni, affrontò e catturò la nave americana davanti al porto di Boston. La Chesapeake era in zona per le riparazioni necessarie dopo essere sfuggita alla caccia di un vascello ed una fregata inglesi.
Dopo le riparazioni, con la nave pronta a prendere il mare, il porto era bloccato dalle fregate inglesi HMS Shannon e Tenedos. Il comandante della Shannon, capitano (poi ammiraglio) Philip Vere Broke, dopo aver allontanato la Tenedos invitò per iscritto il comandante americano James Lawrence (1781–1813), già capitano della corvetta USS Hornet che aveva affondato la corvetta inglese HMS Peacock, ad affrontare la sua nave in duello, ma Lawrence guidò la Chesapeake fuori dal porto prima di ricevere l'invito.
Dopo tredici minuti di combattimento, la Chesapeake aveva il bompresso completamente distrutto ed era incapace di manovrare, e venne abbordata e catturata; Lawrence era gravemente ferito, così come Broke. La Shannon condusse la Chesapeake nel porto di Halifax, in Nuova Scozia, dove Lawrence morì. La nave venne smantellata e con il suo legname venne costruito il mulino di Chesapeake Mill a Wickham (Hampshire).
La battaglia venne descritta da Patrick O'Brian nel suo romanzo Bottino di guerra, con i personaggi di Jack Aubrey e Stephen Maturin a bordo e partecipanti al combattimento.